# شور لار (رود)
رودخانه شور لارستان نام یکی از رودخانه‌های استان فارس می‌باشد.

## جغرافیا
این رودخانه از به هم پیوستن چند نهر که از کوه‌های سیاه، ملک تیر و جم سرچشمه می‌گیرند به وجود آمده است. رود شور لار پس از جذب زهکش دشت‌های لار و علی‌آباد و دریافت آب چند چشمه، با گذر از کنار روستاهای کهنه و علی آباد لار و سپس زاهدمحمود از شهرستان لار خارج و وارد استان هرمزگان می شود و به رودخانه کُل سرازیر می شود، کیفیت آب این رودخانه به دلیل عبور از گنبدهای نمکی نامناسب، حتی برای کشاورزان نیز قابل استفاده نمی‌باشد، اما احتمالاً دارای جنبه‌های درمانی است.